# Міккель Кесслер
Міккель Кесслер (дан. Mikkel Kessler; 1 березня 1979, Копенгаген) — данський професійний боксер. Чемпіон світу за версіями WBA (2004—2007, 2008—2009) і WBA (Regular) (2012—2013) та WBC (2006—2007, 2010) у другій середній вазі.

## Професіональна кар'єра
Міккель Кесслер дебютував на профірингу 1998 року. 2002 року виграв вакантний титул чемпіона IBA у другій середній вазі. В наступному бою завоював вакантний титул WBC International, який захистив три рази.
12 листопада 2004 року, маючи рекорд 34-0, в бою проти Менні Сіака (Пуерто-Рико) завоював титул чемпіона світу за версією WBA у другій середній вазі. Після двох захистів Кесслер був підвищений до титулу WBA Super.
14 жовтня 2006 року відбувся об'єднавчий бій Міккеля Кесслера проти чемпіона WBC Маркуса Беєра (Німеччина). Поєдинок закінчився нокаутом Беєра в третьому раунді. Кесслер став об'єднаним чемпіоном.

### Кесслер проти Кальзаге
3 листопада 2007 року відбувся об'єднавчий бій чемпіона WBA Super і WBC Кесслера і непереможного чемпіона WBO валлійця Джо Кальзаге. Данець програв одностайним рішенням суддів. За поєдинком, який пройшов у Кардіффі на стадіоні «Мілленіум», спостерігали вживу близько 53 000 глядачів.
Невдовзі Кальзаге перейшов у напівважку вагу і звільнив титул WBA у другій середній вазі. Тож 21 червня 2008 року в бою проти Дмитра Сартисона (Німеччина) Міккель завоював вакантний титул чемпіона і провів два захиста. У листопаді 2009 року Світова боксерська асоціація знов підвищила його до звання WBA Super.

### Кесслер проти Ворда
Бій Міккеля Кесслера проти  Андре Ворда відбувся в рамках турніру Super Six World Boxing Classic. Поєдинок був зупинений в одинадцятому раунді через розсічення у данця, який на той момент програвав американцю за очками. Кесслер вдруге втратив звання чемпіона.

### Кесслер проти Фроча
24 квітня 2010 року Міккель Кесслер вийшов на бій проти непереможного чемпіона світу WBC у другій середній вазі британця Карла Фроча, який проводив третій захист титулу. Кесслер здобув впевнену перемогу одностайним рішенням — 115–113, 116–112 і 117–111, завдавши Фрочу першу поразку, і став дворазовим чемпіоном WBC і триразовим чемпіоном у другій середній вазі.
У серпні 2010 року Кесслер оголосив, що відмовляється від звання чемпіона через загострення травми ока. 2011 року він повернувся на ринг. 8 грудня 2012 року завоював титул WBA (Regular) у другій середній вазі. 25 травня 2013 року вийшов на бій проти чемпіона світу за версією IBF Карла Фроча, програв за очками і завершив кар'єру.